# Alicja Weber
Alicja Weber (ur. 1943 we Lwowie) – polska muzykolog, pedagog muzyczny, recenzentka i publicystka muzyczna, dyrektor Państwowej Opery w Bydgoszczy (1981–1990).

## Życiorys
Urodziła się w 1943 roku we Lwowie. Od 6. roku życia uczyła się gry na fortepianie. Kształciła się w Liceum Muzycznym w Bydgoszczy pod kierunkiem prof. Zygmunty Morskiej. Po ukończeniu Wydziału Teorii w gdańskiej Państwowej Wyższej Szkole Muzycznej, rozpoczęła pracę w Filharmonii Pomorskiej, gdzie pełniła m.in. funkcję sekretarza pierwszych Festiwali Muzyki Polskiej. W latach 1968–1970 była kierownikiem artystycznym Estrady Bydgoskiej, by potem przez lat 10 piastować funkcje w Wydziale Kultury i Sztuki Urzędu Wojewódzkiego w Bydgoszczy. Przez pierwszych 5 lat była wizytatorem muzycznych szkół, a potem zastępcą dyrektora wydziału. Przez cały ten czas walczyła u boku Andrzeja Szwalbe o utworzenie w Bydgoszczy szkoły muzycznej wyższego szczebla.

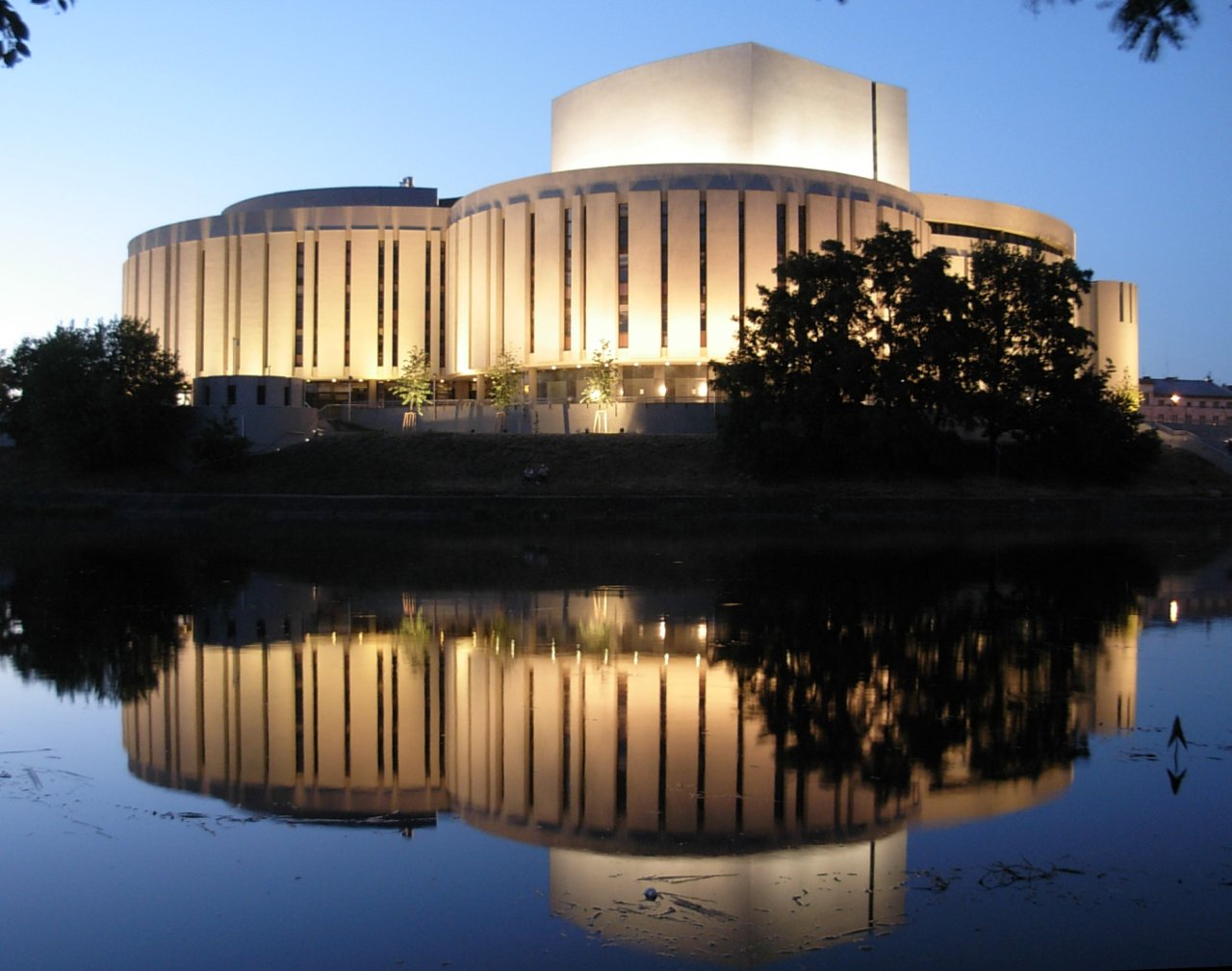
Budynek Opery Nova w Bydgoszczy

Na kolejno piastowanych stanowiskach wykazywała talenty organizatorskie i skuteczność działania. 1 marca 1981 r. objęła funkcję dyrektora Państwowej Opery w Bydgoszczy. Okres jej pracy jako dyrektora przypadł na kryzys społeczno-polityczny lat 80. w Polsce. Przy wsparciu kierowników artystycznych: Adama Pałki, Z. Rycherta, Andrzeja Knapa i Rafała Delekty – przeprowadziła bydgoską operę przez 10 trudnych sezonów.
W tym czasie opera dała szereg znaczących premier, w tym: cykl oper G. Verdiego – Aida (1985), Otello (1989), Tosca G. Pucciniego (1984), polską prapremierę Przemysława II Henryka Swolkienia (1986). W dawnym Pomorskim Domu Sztuki uruchomiono Scenę Kameralną oraz nawiązano znaczące kontakty międzynarodowe, które owocowały przynoszącymi artystyczne i finansowe efekty zagranicznymi tournée (Holandia, Belgia, Włochy, Malta). Bydgoski zespół uczestniczył w kilku krajowych i zagranicznych festiwalach. Na deskach Teatru Polskiego i w przedstawieniach Sceny Kameralnej wystąpiły wielkie nazwiska polskiej sceny operowej (Bernard Ładysz, Andrzej Hiolski, B. Zagórzanka). Zjednano do współpracy wielu renomowanych reżyserów i scenografów. Rozszerzono formy pozyskiwania widza (w ścisłej kooperacji z miejscową prasą), rozwinięto działalność edytorską. Jedną z trudnych kwestii było utrzymanie w planach inwestycyjnych budującego się od 1973 r. nowego gmachu Opery.
Obok licznych entuzjastów jej stylu kierowania placówką i przyznawanych za to nagród (m.in. Nagroda „BIK-u” 1984), byli też krytycy, którzy zarzucali jej apodyktyczność i skłonności autokratyczne. W marcu 1990 r. złożyła rezygnację z funkcji dyrektora Opery.
Następnie pracowała jako wykładowca w Akademii Muzycznej im. F. Nowowiejskiego w Bydgoszczy. W 1999 r. została dziekanem Wydziału Dyrygentury Chóralnej i Edukacji Muzycznej tej uczelni. Współpracowała z wieloma wydawnictwami i czasopismami w regionie („Pomorze”, „Fakty i Myśli”, „Gazeta Pomorska”, „Rocznik Kulturalny Pomorza i Kujaw”, „Promocje Pomorskie”, „Bydgoski Informator Kulturalny”). W 1996 r. wydała książkę Z dziejów opery w Bydgoszczy 1956–1994; jest także autorką szeregu artykułów dotyczących bydgoskiej kultury muzycznej.
W r. 1985 odznaczona Medalem 40-Lecia PRL
1 października 2005 r. otrzymała z rąk ministra kultury Waldemara Dąbrowskiego Srebrny Medal „Zasłużony Kulturze Gloria Artis”.